# Daphne Ashbrook
Daphne Ashbrook (Long Beach, 30 gennaio 1963) è un'attrice statunitense.

## Biografia
È particolarmente conosciuta per aver interpretato il ruolo di Dawn Atwood, la madre di Ryan in alcuni episodi del telefilm The O.C., per il ruolo di Grace Holloway nel film per la televisione,  tratto dalla serie televisiva omonima Doctor who e per aver interpretato altri piccoli ruoli in altri telefilm di successo.

## Filmografia parziale

### Cinema
- Dove l'erba si tinge di sangue (Quiet Cool), regia di Clay Borris (1986)
- The Lodger - Il pensionante (The Lodger), regia di David Ondaatje (2009)

### Televisione
- Hardcastle & McCormick - serie TV, 2 episodi (1983)
- Supercar (Knight Rider) - serie TV, episodio 2x13 (1984)
- Riptide - serie TV, un episodio (1984)
- Saranno famosi (Fame) - serie TV, stagione 4, episodio 2 (1984)
- Il falco della strada (Street Hawk) - serie TV, un episodio (1985)
- Simon & Simon - serie TV, un episodio (1985)
- Professione pericolo (The Fall Guy) - serie TV, un episodio (1985)
- A-Team (The A-Team) – serie TV, episodio 3x18 (1985)
- L'onore della famiglia (Our Family Honor) - serie TV, episodio 1x01 (1985)
- Perry Mason: La signora di mezzanotte (Perry Mason: The Case of the Murdered Madam), regia di Ron Satlof - film TV (1987)
- Un ragazzo sulla trentina (14 Going on 30), regia di Paul Schneider - film TV (1988)
- Rock Hudson, regia di John Nicolella - film TV (1990)
- Intruders - film TV (1992)
- Star Trek: Deep Space Nine - serie TV, episodio 2x06 (1993)
- Automatic, regia di John Murlowski (1994)
- Un detective in corsia (Diagnosis: Murder) - serie TV, episodio 2x08 (1994)
- La signora in giallo (Murder, She Wrote) - serie TV, episodi 7x09-11x05-12x01 (1990-1995)
- Sweet Justice - serie TV, episodi 1x17 (1995)
- JAG - Avvocati in divisa (JAG) - serie TV, 5 episodi (1995-1998)
- Doctor Who, regia di Geoffrey Sax (1996)
- Lettera d'amore (The Love Letter), regia di Dan Curtis - film TV (1998)
- The O.C. - serie TV, 5 episodi (2003-2006)
- Ghost Whisperer - Presenze (Ghost Whisperer) - serie TV, episodio 4x02 (2008)
- Hollywood Heights - Vita da popstar (Hollywood Heights) - serie TV, 61 episodi (2012)

## Doppiatrici italiane
Nelle versioni in italiano delle opere in cui ha recitato, Daphne Ashbrook è stata doppiata da:
- Fabrizia Castagnoli in Doctor Who, Cold Case - Delitti irrisolti
- Beatrice Margiotti ne La signora in giallo (ep. 7x09)
- Francesca Guadagno ne La signora in giallo (ep. 11x05)
- Roberta Greganti ne La signora in giallo (ep. 12x01)
- Daniela Nobili in The O.C.
- Emanuela Baroni in CSI - Scena del crimine
- Eleonora De Angelis in The Lodger - Il pensionante
- Claudia Razzi in Ghost Whisperer - Presenze
- Isabella Pasanisi in Hollywood Heights - Vita da popstar
- Valeria Perilli in NCIS - Unità anticrimine